# 小林かおり (女優)
小林 かおり（こばやし かおり、1958年〈昭和33年〉12月23日 - ）は、日本の女優。本名は鈴木 かおり。結婚前の旧姓は芸名と同じ。 旧芸名：小林 由枝。身長162cm（1976年2月）。
東京都出身。専修学校である文化学院大学部卒業。田中プロモーション、有限会社アクトレインクラブを経てTMエンタテインメント所属。

## 人物・略歴
- 時代劇『水戸黄門 第5部』『必殺仕事人』などに出演。
- 1975年、『宮本武蔵』のお通役に抜擢され、気品ある容姿で脚光を浴びる。
- 1985年、『台風クラブ』で映画監督の相米慎二に出会い、演技に磨きをかける。
- 中日ドラゴンズの熱狂的なファンでもある。
- 特技は乗馬[1]、モダンバレエ[1]。

## 出演

### 映画
- はだしの青春（1975年） - 泉沢鈴子
- 台風クラブ（1985年） - 八木沢順子
- ドグラ・マグラ（1988年） - 呉千世子
- 夏のページ（1990年） - 町田美保
- ありふれた愛に関する調査（1992年） - 雅子
- 彼女が結婚しない理由（1992年） - 永井咲子
- 青春デンデケデケデケ（1992年） - 桃子先生
- 水の旅人 侍KIDS（1993年）
- はるか、ノスタルジィ（1993年）
- あした（1995年9月23日公開） - 永尾厚子
- SADA〜戯作・阿部定の生涯（1998年4月11日公開　松竹）
- 三毛猫ホームズの推理（1998年） - 片山兄弟の母
- 淀川長治物語 神戸篇 サイナラ（2000年） - 菊枝
- 田園のユーウツ（2001年） - 堀江恵美子
- 理由（2004年、アスミック・エース） - 堀江恵美子
- 転校生 -さよなら あなた-（2007年、角川映画)
- その日のまえに（2008年、角川映画） - お惣菜屋の浜ちゃん
- 大奥 百花繚乱（2008年、エスピーオー） - 春日局

### テレビドラマ
- ナショナル劇場（TBS）
  - 水戸黄門 第5部（1974年4月1日 - 9月30日、C.A.L）安里姫役として全話レギュラー出演。
  - 大岡越前 第15部 第4話「鬼を生き返らせた名医」（1998年9月14日） - おはま
- 宮本武蔵（1975年10月7日 - 1976年3月30日、KTV） - お通
- 人形佐七捕物帳 第33話「泥棒市が結ぶ恋」（1977年12月17日、ANB） - おこの
- 少年ドラマシリーズ / 白い峠（1977年、NHK）
- 大河ドラマ （NHK）
  - 黄金の日日（1978年） - お市の方
  - 独眼竜政宗（1987年） - 天童夫人
- 江戸の鷹 御用部屋犯科帖 第15話「孤剣!首斬り弥五郎」（1978年、ANB）
- 気まぐれ本格派 第32話「20億円は夢じゃー!」（1978年） - 吉沢さちこ
- 大江戸捜査網（12ch→TX）
  - 第332話「無法を裁く怒りの群衆」（1978年） - おみつ
  - 第344話「姉妹芸者涙の仇討ち」（1978年）
  - 第357話「危機一髪 凶悪の罠」（1978年） - 北町奉行同心 杉田の妹・綾乃
  - 第380話「殺しを呼ぶひつじ年の娘」（1979年）
  - 第398話「島破り執念の逃亡者」（1979年） - おさき
  - 第586話「子の刻参上! 帰って来た鼠小僧」（1983年） - おこん
- 太陽にほえろ!（NTV）
  - 第294話「逮捕」（1978年） - 田沢の恋人
  - 第310話「再会」（1978年） - 岡島知子
  - 第482話「ラッサ熱」（1981年） - 宮田晶子
- スパイダーマン 第23話「家なき子たちに愛の学園を」（1978年、12ch） - 大空美里
- 柳生一族の陰謀 第19話「髪の罠」（1979年、KTV） - 小夜姫
- 必殺シリーズ （ABC / 松竹）
  - 翔べ! 必殺うらごろし 第18話「抜けない刀が過去を斬る!」（1979年） - 安田由紀
  - 必殺仕事人（1979年 - 1981年） - 畷 凉
  - 必殺仕事人スペシャル 恐怖の大仕事 水戸・尾張・紀伊（1981年1月2日） - 畷 涼
- 遠山の金さん 第2シリーズ 第14話「標的は桜吹雪」（1979年5月24日、ANB） - おみつ ※杉良太郎版
- 暴れん坊将軍シリーズ（ANB / 東映）
  - 吉宗評判記 暴れん坊将軍
    - 第49話「生かす殺すは筆一本!」（1979年） - お光
    - 第174話「尾道夕燒け・仇討ち」（1981年） - ひなじ
    - 第199話「最後に微笑った悪い奴」（1982年） - お志乃 / お志津

  - 暴れん坊将軍II
    - 第39話「命がけだよ一目惚れ!」（1983年） - 琴江
    - 第108話「蛸さま命! の女剣士」（1985年） - お妙
    - 第141話「信濃路、新さん賭場荒らし!」（1986年） - おしの
    - 第163話「のぞきは下手な鬼同心!」（1986年） - 多恵

  - 暴れん坊将軍III 第4話「血ぬりの一文銭」（1988年） - おせい
- 大空港 第26話「真実の愛 空港ホテル殺人事件の謎を追え!」（1979年、CX / 松竹） - 松本ようこ
- 桃太郎侍（NTV / 東映）
  - 第170話「お化け長屋の花魁道中」（1980年）
  - 第252話「花の吉原学問修行」（1981年）
- 悪党狩り 第1話「地獄の道中手形」（1980年、12ch / 松竹 / 藤映像コーポレーション） - 雪絵
- 土曜ワイド劇場（ANB→EX）
  - 京都殺人案内（ABC） - 音川洋子
    - 第2作「呪われた婚約」（1980年）
    - 第3作「嫁ぎ先の謎」（1980年）
    - 第4作「亡き妻に捧げる犯人」（1981年）
    - 第5作「母恋桜が散った」（1981年）

  - 女弁護士 朝吹里矢子 第7作「モーテルの女が消えた!」（1983年） - 真沙子
  - 森村誠一の完全犯罪の使者（1993年2月13日）
  - 火の粉（2005年2月19日）
  - 事件 第13作（2008年8月30日） - 津野栄子
  - デパート仕掛け人!天王寺珠美の殺人推理 第4作（2010年10月16日） - 鈴木夫人
- 新・江戸の旋風 第10話「簪は知っていた」（1980年、CX） - お俊
- ザ・ハングマンシリーズ （ABC）
  - ザ・ハングマン 第20話「恐怖の水中逆さ吊り」（1981年） - 原幸子
  - ザ・ハングマン6 第4話「リモコンナイフで首筋を襲え!」（1987年） - 恵梨香
- 銭形平次（CX / 東映）
  - 第768話「平次 潜入大作戦」（1981年）
  - 第797話「逆手一文字斬り」（1982年）
- 同心暁蘭之介 第4話「地獄のお告げ」（1981年10月29日、CX） - おたえ
- 江戸の用心棒 第8話「梶川の姪」（1981年、CX）
- 特捜最前線 （ANB）
  - 第239話「神代警視正の犯罪!」（1981年） - 怜子
  - 第434話「悪女からのプレゼント!」（1985年）- 菊村さおり
- 土曜ドラマ / 松本清張シリーズ・けものみち（1982年、NHK） - 早苗
- 源九郎旅日記 葵の暴れん坊 第7話「大井川兄弟仁義」（1982年、ANB）
- 松平右近事件帳 第33話「妻恋いしぐれ」（1982年、NTV）
- 遠山の金さん（ANB / 東映）　※高橋英樹版
  - 第1シリーズ 第43話「おんな牢・般若彫りの女!」（1983年） - 染奴
  - 第2シリーズ 第17話「おんな花火師」（1986年）
- 東芝日曜劇場 第1373回「花揺れ」（1983年4月24日、TBS）
- 変身願望（1983年、CX）
- ひと夏の復讐（1983年、TBS）
- 木曜ゴールデンドラマ / 死者をして語らしめよ!（1983年、YTV）
- 生きて行く私 第9話（1984年、MBS） - 絹代
- ほとんど離婚（1984年、ANB）
- 金曜女のドラマスペシャル / 不信のとき（1984年、CX）
- 新春ドラマスペシャル / 化粧（1985年1月3日、CX）
- 子どもの隣り（1986年5月5日、NHK） - 章子
- 京都かるがも病院 第16話「病床で交わした初キス」（1986年、ANB / 東映）
- 12時間超ワイドドラマ / 風雲江戸城 怒涛の将軍徳川家光（1987年1月2日、TX） - 薄雲太夫
- 銭形平次 第10話「夜がらすのおしま」（1987年、NTV） - おしま ※風間杜夫版
- 銀河テレビ小説 / 殿様ごっこ（1988年、NHK）
- 女ねずみ小僧 第2話「月がとっても青いから」（1989年、CX） - お志津
- 湘南物語 （1989年、NTV）
- 水曜グランドロマン / 美し国ニッポン（1989年7月12日、NTV）
- 月影兵庫あばれ旅 第1シリーズ 第8話「殺したのは私じゃない」（1989年、TX / 松竹） - おなみ
- 鬼平犯科帳（CX）
  - 第1シリーズ 第19話「むかしの男」（1989年） - 美雪
  - 第5シリーズ 第10話「浅草・鳥越橋」（1994年） - おひろ
- 神谷玄次郎捕物控 第6話「神隠し」（1990年、KTV）
- はるか、ノスタルジィ （1992年、WOWOW）
- 銭形平次 第2シリーズ 第15話「封印の罠」（1992年、CX） - 綾乃
- 江戸の用心棒 第21話「赤さび侍 夫婦の絆」（1995年、NTV） - おしず
- 夢暦 長崎奉行（1996年、NHK） - 広大院
- ドラマスペシャル / 三毛猫ホームズの推理 女子大寮連続殺人!（1996年9月23日、ANB）
- 火曜サスペンス劇場 （NTV）
  - 女検事・霞夕子
    - 第10作「執念」（1997年3月25日） - 高梨絹代
    - 第16作「予期せぬ花束」（2000年7月25日）

  - 身辺警護 第9作（2001年12月11日） - 高田澄江
- 世界で一番パパが好き 第2話「父は娘を助け出せるか」（1998年、CX）
- こいまち 第2話「高知激走200キロ!追いかけろ 結婚!」（1999年、CX） - 菊地香織
- ストレートニュース 第2話「エステ詐欺被害」（2000年、NTV）
- 新・夜逃げ屋本舗 第9話「警告!親戚に借金するべからず」（2003年、NTV）
- 救命病棟24時 第3話「命を救う者たちの選択」（2009年）